# Miguel Carlos de Távora, 2.º Conde de São Vicente
D. Miguel Carlos de Távora (23 de janeiro de 1641 — 14 de novembro de 1726), 2.º Conde de São Vicente pelo casamento (de jure uxoris), foi um nobre português que viveu e serviu na Corte portuguesa ao tempo dos reis D. Afonso VI, D. Pedro II e D. João V. Varão secundogénito do 2.º Conde de São João da Pesqueira, foi inicialmente destinado à carreira eclesiástica, mas abandonou os estudos para se juntar ao Exército, servindo junto com o seu irmão mais velho, o futuro 1.º Marquês de Távora na Guerra da Restauração (1640–1668).
Um dos mais brilhantes oficiais generais portugueses do seu tempo, serviu também na Armada, onde alcançou as posições de Almirante e depois de General da Armada Real. Sob a égide de D. João V, serviu ainda na Guerra de Sucessão Espanhola (1702–1714) e foi membro de diversos Conselhos Régios entre outras posições curiais de influência.
Não tendo Casa própria devido à sua posição de varão secundogénito, contraiu matrimónio com Maria Caetana da Cunha, 2.ª Condessa de São Vicente, filha e única herdeira de João Nunes da Cunha, 1.º Conde de São Vicente. Deste casamento gerou ampla descendência para a sua Casa, em cuja linha varonil se encontra hoje a representação da Casa de Távora, por extinção dos ramos dos Marqueses de Távora e dos Condes de Alvor.

## Família e Infância

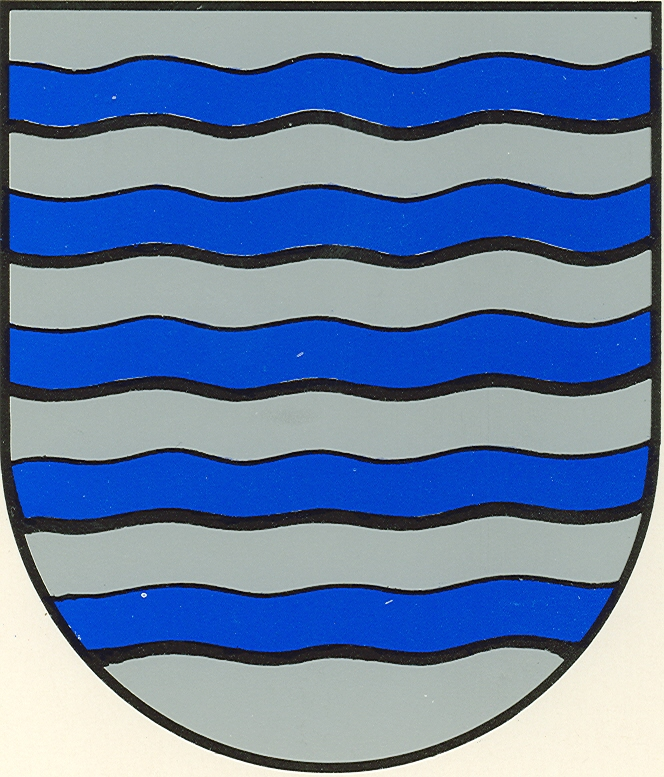
Armas da Família Távora

A linhagem dos Távoras, segundo Frei António Brandão na terceira parte da Monarquia Lusitana, pode ser traçada ininterruptamente por linha varonil, através de sucessivos Senhores de Távora, até D. Rozendo Hermingues, 1.º Senhor de Távora, que viveu no século X. Este D. Rozendo era um dos filhos de Alboazar Ramires, filho bastardo do rei Ramiro II de Leão. O património feudal da família Távora foi-se engrandecendo ao longo dos séculos, mas permaneceu circunscrito à província de Trás-os-Montes.
D. Miguel Carlos de Távora era filho de D. António Luís de Távora, 2.º Conde de São João da Pesqueira (c.1620–1653) e da sua mulher D. Arcângela Maria de Portugal (c.1620– ?). Seu pai era um nobre transmontano, senhor de muitas vilas e lugares, mas sem expressão política, mantendo-se afastado nos seus senhorios durante o Domínio Filipino, contrastando com a posição do seu avô D. Luís Álvares de Távora (c.1590– ?), que foi Fidalgo do Conselho dos reis D. Filipe I e D. Filipe II.
Perdeu o pai com apenas 12 anos. Nascido em 1641, era 7 anos mais jovem que o seu irmão primogénito e herdeiro da Casa de Távora, D. Luís Álvares de Távora, 1.º Marquês de Távora. Destinado desde cedo à vida religiosa pela sua família, foi enviado como porcionista para o Colégio de São Pedro, em Coimbra, para poder cursar Cânones (Teologia) na Universidade. No entanto, sentindo desde cedo vocação para a carreira das Armas – influenciado, muito possivelmente, pelo ambiente social bélico da época e pelo exemplo do irmão mais velho-, abandona os estudos para ir servir junto deste último nos Exércitos de Sua Majestade no contexto da Guerra da Restauração.

## Carreira Militar
Os exemplos da predisposição guerreira dos varões da Casa de Távora para os ofícios das Armas são inúmeros ao longo dos séculos. Entre outros, poder-se-iam apontar o do seu bisavô D.Luís Álvares de Távora, 6.º Senhor do Mogadouro (?–1578) morrera heroicamente na Batalha de Alcácer Quibir ou o dos seus tios D.Lourenço Pires de Távora, Mestre de Campo General e D.Francisco de Távora, Capitão de Infantaria morreram a combater na Flandres, na Guerra dos Trinta Anos (1618–1648).
D. Miguel começou a sua carreira como Capitão de Cavalaria na província do Minho. Logo em 1659 (com 17 anos) é ferido na Batalha das Linhas de Elvas. Foi capturado pelas forças espanholas numa refrega na fronteira do Minho a 14 de julho de 1661, acabando por ser restituído ao reino. Continuou depois a servir no exército com os postos de Mestre de Campo General, General de Artilharia e General de Batalha. Esteve presente na Batalha de Montes Claros em 1665 e dos seus feitos militares escreveu António Caetano de Sousa:
| “ | ...teve na guerra muitas ocasiões dignas de memória, e que lhe servirão de reputação para ser estimado por hum dos mais valerosos Generaes que teve o seu tempo. | ” |

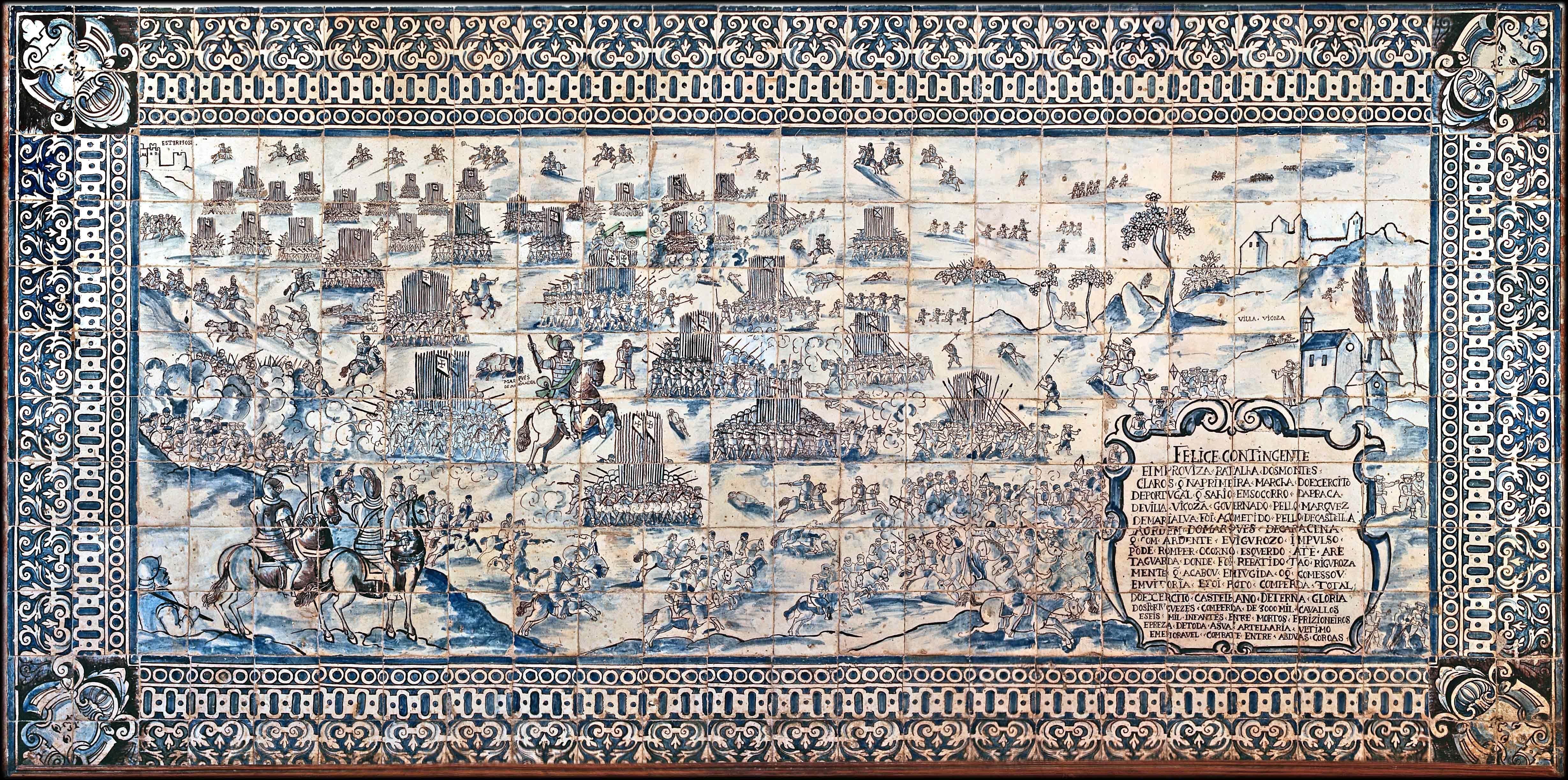
Representação da Batalha de Montes Claros (1665) num painel de azulejos situ no Palácio de Fronteira, Lisboa

Após o Tratado de Lisboa (1668), que pôs cobro às hostilidades na Península Ibérica, D. Miguel Carlos de Távora ingressou nas forças militares da Armada Real, onde foi Tenente-Coronel, servindo sob as ordens directas do Coronel de então, o Infante D. Pedro de Portugal, que era desde 1668 Regente do Reino.
Foi promovido a Almirante da Aramada Real, título que ostentava quando fez parte da armada liderada pelo 1.º Duque do Cadaval a Saboia em 1682. O intento da armada seria o de transportar o jovem Vítor Amadeu II de Saboia para Portugal, onde passaria a viver com a sua mulher a Princesa herdeira D.Isabel Luísa Josefa. Contudo, o Príncipe recusou-se a embarcar, dando origem ao incidente que iniciaria o eterno rol de noivados da Princesa da Beira.
D. Miguel foi ainda promovido em 1698 a Capitão-General da Armada Real, cargo que ocupou até ao fim da sua vida. Durante a Guerra de Sucessão Espanhola, foi Governador das Armas da província do Alentejo. Combateu nesta guerra com muitos familiares seus e vi seu filho primogénito, D.João Alberto de Távora, 3.º Conde de São Vicente tombar em combate em 1706.

## Cargos curiais e Comendas

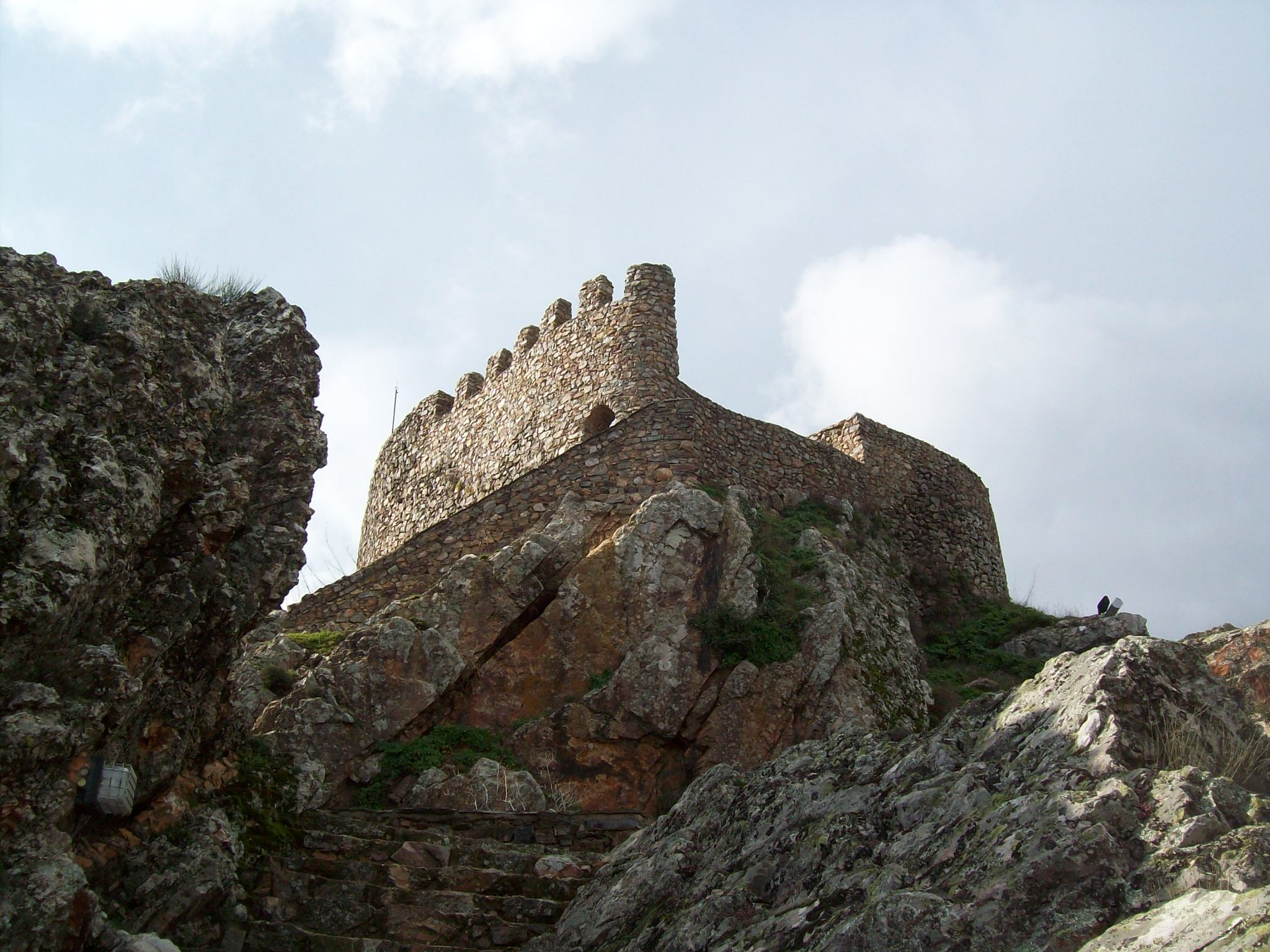
O que resta das fortificações do Castelo de Penha Garcia, na raia beirã, do qual D. Miguel foi Alcaide

D. Miguel substitui o seu irmão mais velho, o Marquês de Távora – que faleceu em 1672 –, como membro do Conselho da Guerra de de D. Pedro II. Foi igualmente membro do Conselho de Estado de D. Pedro II e manteve-se nos dois órgãos políticos no reinado de D. João V. Foi também Presidente do Conselho Ultramarino. Foi comendador de Santa Maria de Castelejo, São Romão de Herdal, São Pedro de Seixas, São Mamede de Canelas e de Santa Maria de Moreira na Ordem de Cristo e ainda da Espada de Elvas na Ordem de Santiago. Foi ainda Alcaide-Mor do Castelo de Penha Garcia da Ordem de Cristo.

## Casamento e Descendência
Casou D. Miguel com D. Maria Caetana da Cunha, filha e herdeira de João Nunes da Cunha (1619–1668). Pelos direitos de sucessão de sua mulher, foi senhor das vilas de São Vicente da Beira, Gestaçô e Panóias e senhor dos morgados de Refóios e Coutadinha e por carta régia de 1672 foi confirmado, com sua mulher, como 2,º Conde de São Vicente. Do casamento conhecem 9 filhos, dois quais 6 chegaram à maioridade:
- D. João Nunes da Cunha e Távora, morreu novo.
- D. António Luís de Távora, morreu novo.
- D. Arcângela Maria de Vilhena, Condessa de Povolide (1670–1709) pelo casamento com Tristão da Cunha Ataíde, 1.º Conde de Povolide
- D. Isabel de Távora(1676– ?) prioreza do convento de Santo Alberto de Lisboa, das Carmelitas Descalças
- D. João Alberto de Távora, 3.º Conde de São Vicente (1677–1706) Sargento Mor de Batalha. Morreu heroicamente, ferido à bala, no combate de Brozas, Espanha, quando integrava a campanha vitoriosa do Marquês de Minas que conquistou Madrid. Morreu antes de seu pai e não deixou descendência
- D. Manuel Carlos de Távora, 4.º Conde de São Vicente (1682– ?) Serviu com Almirante na Armada que em 1716 a pedido do Papa Clemente XI se bateu contra os turcos na batalha do Cabo de Matapão, as ordens de Lopo Furtado de Mendoça.
- D. José Bernardo de Távora (c.1685 – ?), casou com Josefa Gabriela de Brito e depois com Rosa Vicência Xavier de Hohenlohe, sem descendência.
- D. Vitória de Távora, Condessa de Unhão (c. 1685 – ?) pelo casamento com Rodrigo Xavier Teles de Meneses Castro e Silveira, 4.º Conde de Unhão
- D. Inácia de Távora, morreu nova.